# Alain Bublex
 (mars 2019).
Alain Bublex est un artiste plasticien contemporain né à La Mulatière le 13 février 1961. 
Après avoir étudié à l'École des beaux-arts de Mâcon, puis à l'École supérieure de design industriel de Paris, il travaille brièvement à la Régie Renault en tant que designer industriel.
Il réalise sa première exposition à la Galerie Georges-Philippe & Nathalie Vallois à Paris, en 1992, intitulée "Glooscap – Koluscap : La Ville" avec Milen Milenovich.

## Sélection d'expositions
Sélection d'expositions
2018
- An American Landscape, Galerie Georges-Philippe & Nathalie Vallois, Paris (FR)
- Fracas et Frêles Bruits, Festival Le Printemps de Septembre, Toulouse (FR) - commissariat : Christian Bernard

2017
- Variations Paysage, de la réalité à l’utopie, Musée & Jardins Cécile Sabourdy, Vicq-sur-Breuil (FR) * - commissariat : Alain Bublex
- Autophoto, Fondation Cartier pour l'art contemporain, Paris (FR) * - commissariat : Xavier Barral et Philippe Séclier
- Contre-allée, Galerie Georges-Philippe & Nathalie Vallois, Paris (FR) - commissariat : Alain Bublex
- Paysages français, une aventure photographique 1984-2017, Bibliothèque nationale de France, Paris (FR) * - commissariat : Raphaële Bertho et Héloïse Conesa

2016
- Une après-midi japonaise, Barrage de Mauvoisin, Bagnes (CH) - commissariat : Jean-Paul Felley
- Lander’s Peak, Musée de Bagnes, Bagnes (CH) - commissariat : Jean-Paul Felley
- Arrêts Soudains, La Chambre, Strasbourg (FR)
- Fotografia Europea Festival, Chiostri di San Pietro, Reggio Emilia (IT) * - commissariat : Diane Dufour, Elio Grazioli et Walter Guadagnini
- Choses immobiles, qui se déplacent pourtant, Atsukobarouh Gallery, Tokyo (JP)

2015
- L’art et la machine, Musée des confluences, Lyon (FR) *
- Carambolages, Galerie Georges-Philippe & Nathalie Vallois, Paris (FR)
- Artistes et Architecture, Dimensions variables, Pavillon de l’Arsenal, Paris (FR) * - commissariat : Didier Gourvennec Ogor et Gregory Lang
- Tu nais, tuning, tu meurs, Biennale Internationale de Design, Musée d'Art et d'Industrie, Saint-Etienne (FR) *

2014
- Arrière-plan, Galerie Georges-Philippe & Nathalie Vallois, Paris (FR)

- Une histoire. Art, architecture et design des années 1980 à nos jours, MNAM - Centre Pompidou, Paris (FR) *
- S’il y a lieu je pars avec vous, Le BAL, Paris (FR) * - commissariat : Fannie Escoulen et Diane Dufour
- Motopoétiques, MAC, Lyon (FR) * - commissariat : Paul Ardenne
- Portrait de 3/4, Galerie Georges-Philippe & Nathalie Vallois, Paris (FR) - commissariat : Alain BublexPlug-In City (2000) - Montpellier Saint-Roch © ab, 2013

2013

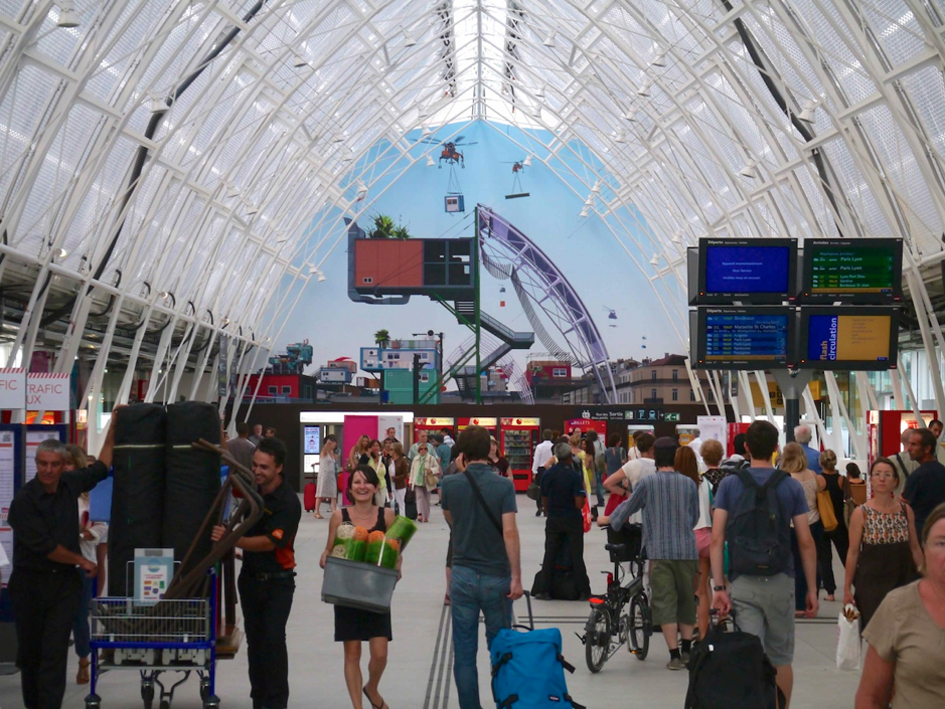
Plug-In City (2000) - Montpellier Saint-Roch © ab, 2013

- Une nuit sans sommeil, Frac Languedoc-Roussillon, Montpellier (FR) / installation éphémère d'un tirage photographique monumental dans la gare Montpellier Saint-Roch dans le cadre de la manifestation nationale des 30 ans des FRAC en partenariat avec Gares & Connexions/SNCF
- 36-mile Drive, École supérieure d’art et design Le Havre-Rouen, Rouen

- Contributions, collaborations et bavardages, les résultats de l’enquête, Frac Basse-Normandie, Caen (FR)

2012
- Biens communs II, Les Chambres et autres acquisitions récentes, cycle L’Éternel Détour, séquence automne-hiver 2012-2013, MAMCO, Genève (CH)

- Vivement demain, Parcours #5, MAC / VAL, Vitry-sur-Seine (FR) *

- Playgrounds, Festival Le French May, Hong Kong (CH) - commissariat : Alliance Française
- Destination Sud, MuBE, São Paulo (BR) - commissariat : Marc Pottier
- Finalement ce sont les compagnies d'assurance qui tranchent, VOG, Fontaine (FR)

2011
- Le vrai sportif est modeste, Parc Saint Léger - centre d'art contemporain, Pougues-les-Eaux (FR) - commissariat : Etienne Bernard et Sandra Patron
- Contributions, Galerie Georges-Philippe & Nathalie Vallois, Paris (FR)
- Paris-Delhi-Bombay..., MNAM - Centre Pompidou, Paris (FR) * - commissariat : Sophie Duplaix et Fabrice Bousteau
- Au mépris du danger, École supérieure des Beaux-Arts, Montpellier (FR) - commissariat : Elsa Carnielli
- Mémoires contemporaines : Per Barclay / Alain Bublex - Projet IN/OUT, Ancien Bâtiment Thomson, Boulogne-Billancourt (FR) - production : Société Foncière Lyonnaise et le Centre de Création Contemporaine de Tours

2010

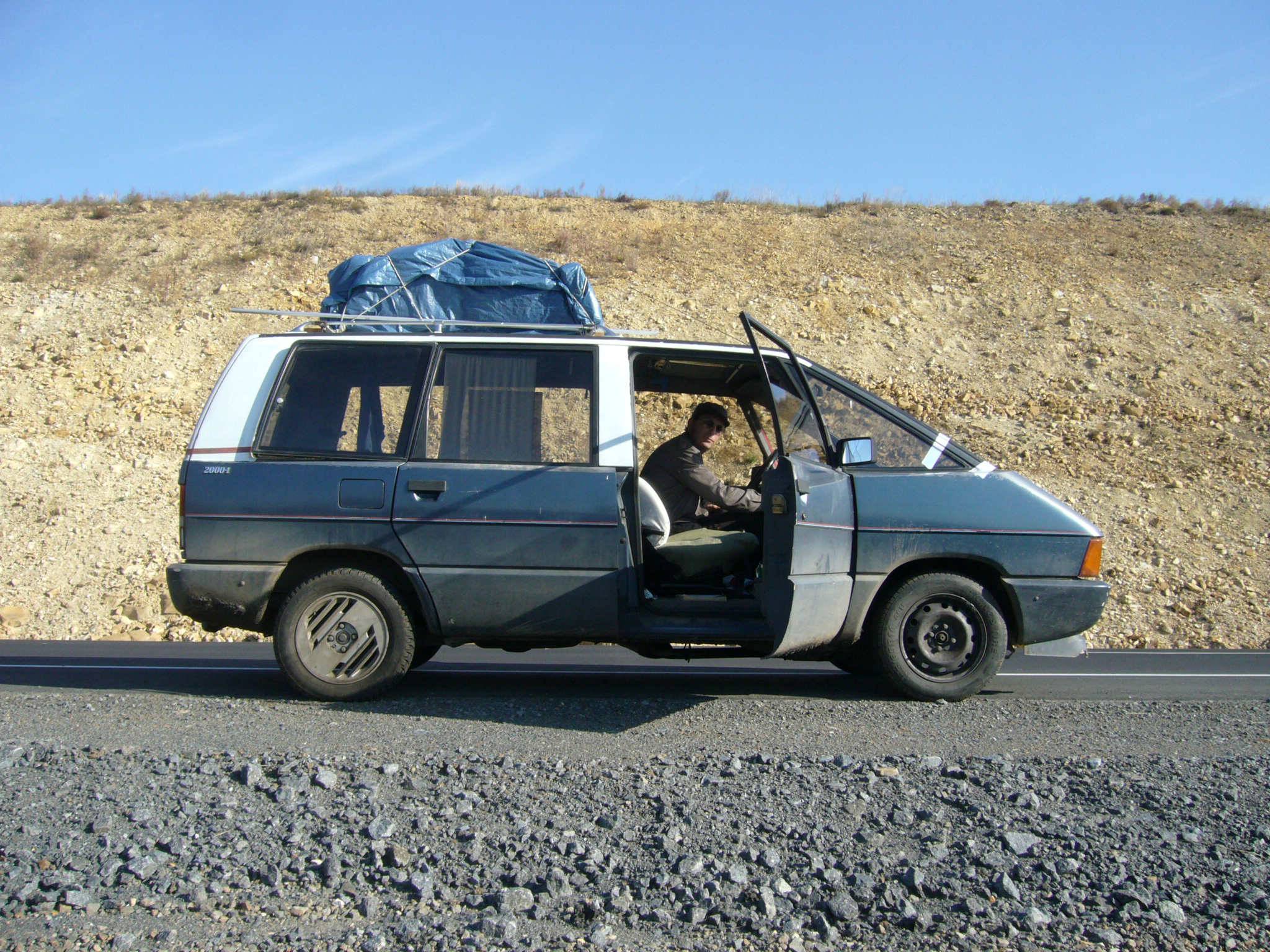
Expérience Wabi Sabi (Sibérie) © ab, 2010

- Les Ruines du Futur, Château d'Oiron, Oiron (FR) - commissariat : Paul-Hervé Parsy
- America Deserta, Parc Saint Léger - centre d'art contemporain, Pougues-les-Eaux (FR) - commissariat : Etienne Bernard
- Nos meilleurs Souvenirs, Expérience Pommery #8, Domaine de Pommery, Reims (FR) - commissariat : Régis Durand
- Quinze ans de peinture, CCC, Tours (FR) / Projet en chantier. RN10. Tours, France, 2000, RCP design agency, Tours (FR) - commissariat : Alain Julien-Laferrière

2009
- Monts Fuji et autres ponts, Galerie Georges-Philippe & Nathalie Vallois, Paris (FR)
- Habiter 2050, MNAM - Centre Pompidou, Paris (FR) - commissariat : Corinne Rozental
- Nocturne, MAC / VAL, Vitry-sur-Seine (FR) - commissariat : Alexia Fabre
- Biennale de Séoul, Séoul (KR) - commissariat : K. Ho-Sook
- Là où je suis n’existe pas, Festival Le Printemps de Septembre / Les Abattoirs, Toulouse (FR) - commissariat : Christian Bernard et Jean-Max Colard
- La Force de l’Art 02, Triennale de l'art en France, Galeries nationales du Grand Palais, Paris (FR) * - commissariat : Jean-Yves Jouannais, Didier Ottinger et Jean-Louis Froment

2008
- Alain Bublex / Jordi Colomer, réamenagement des bureaux du Centre de Création Contemporaine, CCC, Tours (FR)
- Là où je vais, je suis déjà, Festival Le Printemps de Septembre / Les Abattoirs, Toulouse (FR) - commissariat : Christian Bernard et Jean-Max Colard
- Les Ateliers de Rennes, Biennale d'art contemporain, Rennes (FR)

2007
- Et l'hiver avec lui, MAMCO, Genève (CH) - commissariat : Christian Bernard
- Airs de Paris, MNAM - Centre Pompidou, Paris (FR) * - commissariat  Alfred Pacquement, Christine Macel, Daniel Birnbaum et Valérie Guillaume
- Sublimes Objets, Musée National d'Art Contemporain, Bucarest (RO) - commissariat : Mihnea Mircan
- Face à Faces [auto]portraits, Akureyri Art Museum, Akureyri (IS) - commissariat : Isabelle de Montfumat

2006
- Chambre froide, bricolage, outils, machines, Galerie Georges-Philippe & Nathalie Vallois, Paris (FR)
- Fournitures, École supérieure d'art, Clermont-Ferrand (FR) - commissariat : Elisabeth Wetterwald et Sylvain Lizon
- Face à Faces [auto]portraits, City art Center, Edimbourg (GB) ; Fotoraphins Hus, Stockholm (SE) ; ACCEA / NPAK, Erevan (AM) - commissariat : Isabelle de Montfumat
- Archipeinture: painters build architecture, Le Plateau - Frac Île-de-France, Paris (FR) ; Camden Arts Center, Londres (GB) *

2005
- Ephemeral Cities, Deptford X - APT Gallery, Londres (GB)
- Glooscap, Mois de la photographie, Montréal (CA) - commissariat : Martha Langford
- Plug-in City (Houston), Blaffer Gallery, The Art Museum of the University, Houston (US) * - commissariat : Terrie Sultan
- Landmark (10 year anniversary exhibition), PICA, Portland, (US)

2004
- Unbuilt (Tous les Bouvard n’ont pas la chance de trouver leur Pécuchet), Galerie Georges-Philippe & Nathalie Vallois, Paris (FR)
- Projet pour rendre à Lyon ses brouillards, BF15, Lyon (FR)
- Art Grandeur Nature, Biennale d’Art Contemporain, Parc départemental de La Courneuve, Seine-Saint-Denis (FR) *

2003
- Plug-in City (2000), MASS MoCA, North Adams (US) - commissariat : Laura Heon *
- Projets en chantier, RN 10 Tours (France) - phase 2, CCC, Tours (FR)
- Pissenlit, Nuit Blanche, 2ème édition, Paris (FR) - commissariat : Camille Morineau
- Sight Seeing, 4ème Triennale Autrichienne de la Photographie, Graz (AT)

2002
- Arrêts soudains, Galerie Georges-Philippe & Nathalie Vallois, Paris (FR)
- The camera as projected, Galerie Juliane Wellerdiek, Berlin (DE)
- Five Years, Galerie Kreo, Paris (FR)
- Plug-in City (2000) – Meeting with Peter Cook, BDA, Berlin (DE)

2001
- Glooscap, MEP, Paris (FR)
- Tokyorama, un projet avec Nicolas Bourriaud pour le Palais de Tokyo, Paris (FR)
- Dimanche matin, Frac Basse-Normandie, Caen (FR)
- Alain Bublex et Gilles Barbier, Galerie Martin Kudlek, Cologne (DE)
- Projets en chantier, St Gaudens – Cintegabelle (FR)

2000
- Dimanche matin, MAMAC, Nice (FR)
- Fictional Cities, Portland Institute of Contemporary Art, Portland (US) - commissariat : Kristy Edmunds
- Paysage 20 minutes, Galerie Georges-Philippe & Nathalie Vallois, Paris (FR)
- Projets en chantier, RN 10 Tours (France) - phase 1, CCC, Tours (FR)
- Partager le Paysage (avec Gilles Barbier), Galerie Juliane Wellerdiek, Berlin (DE)

## Commandes publiques et privées
- Tramway T3 Nord, Paris (FR) - commanditaire : Ville de Paris / Seine-Saint-Denis[3]
- Le Pavillon des points de vue, Defacto, Parvis de la Défense, Paris (FR) - commanditaire : Defacto[4]
- Être utile (quotidiennement), Maison des Métallos, Paris (FR) - commanditaire : L'Union Fraternelle des Métallurgistes[5]
- Paris-Paris, Restaurant / Club Le Matignon, Paris (FR) - commanditaire : Beaumarly Costes

## Publications
- Alain Bublex et Eli During, Le futur n’existe pas : rétrotypes, Éditions B42, 2014
- Alain Bublex : impressions de France, préface de Bastien Gallet, édition Presses Universitaires de Caen, 2013
- Utopies urbaines (monographie), avec les textes de Bastien Gallet, Luc Baboulet et Jean-Yves Jouannais, édition Flammarion, 2010